# Fortaleza de Avranlo

Fortaleza de Avranlo

A fortaleza de Avranlo (em georgiano:  ავრანლოს ციხე), é uma estrutura megalítica localizada no município de Tsalka, no centro-sul da Baixa Ibéria, na Geórgia. A fortificação ciclópica construída com a técnica de alvenaria seca está localizada a 0,5 km a noroeste da cidade de mesmo nome, na margem esquerda do rio Ktsia, a 1.640 m acima do nível do mar. A fortaleza foi datada no último quarto do primeiro milênio a C.
A fortaleza faz parte dos Monumentos Culturais de importância nacional desde 2007.

## Descrição
Avranlo é um complexo megalítico organizado em três níveis de terraços com vista para o rio canyon. O nível mais baixo consiste em uma parede semicircular de aproximadamente 80 metros de comprimento, que em alguns lugares tem uma altura de 3 metros. Há apenas uma porta, 1,9 m de altura e 1,75 m de largura, coberta por um monólito de 2,2 m de comprimento e 1,8 m de largura.[carece de fontes?]
Entre esta parede e a montanha há uma pequena igreja cristã medieval e várias cavernas próximas, coletivamente conhecidas como o mosteiro Abibos. 
Os segundo e terceiro níveis são autênticas estruturas "ciclópicas", caracterizadas por grandes rochas, alvenaria de pedra solta e um modo incomum de arranjo. O terceiro nível, o mais alto, coroa o monte. Possui planta retangular de 25 m de comprimento e 18 m de largura. As paredes são de 3-4 m de espessura. A estrutura está muito danificada e muitas partes foram destruídas. Escavações arqueológicas nos campos adjacentes, ao norte da fortaleza megalítica, ocorreram em 2006, em um assentamento cultural e uma necrópole que data do século XII a XI. 